# 수정탑
《수정탑》은 한국에서 제작된 전창근 감독의 1958년 영화이다. 문혜란 등이 주연으로 출연하였고 정화세 등이 제작에 참여하였다.

## 출연

### 주연
- 문혜란
- 김석훈
- 추석양
- 성소민

## 기타
- 원작자: 조남사
- 조명: 함완섭
- 녹음: 이경순
- 미술: 박석인